# Cranachan
Il cranachan è un dolce tradizionale scozzese diffuso nel Regno Unito e in Irlanda.

## Storia
Il cranachan nacque per celebrare il primo raccolto dei lamponi del mese di giugno. Originariamente veniva preparato usando il crowdie,
un antico formaggio scozzese, che venne abolito quando venne approvata una legge che impedì di utilizzare latte fresco. Proprio per tali ragioni, il cranachan viene oggi preparato utilizzando il latte pastorizzato e ha un sapore completamente diverso da quello delle origini.

## Caratteristiche
Il cranachan è un pudding a base di panna montata (che può talvolta essere mescolata con formaggio spalmabile), lamponi freschi di stagione, avena e whisky. Tradizione vuole che il cranachan venga servito tenendo gli ingredienti separati affinché i commensali possano assemblare il proprio dolce a seconda dei gusti. Il cranachan può essere preparato aggiungendo ingredienti a piacere fra cui miele, arance, rum, pasta frolla, nocciole, zucchero muscovado e/o cioccolato.